# Sean Patrick Flanery
Sean Patrick Flanery (ur. 11 października 1965 w Lake Charles) – amerykański aktor, znany głównie z roli młodego Indiany Jonesa w serialu Kroniki młodego Indiany Jonesa.

## Życiorys

### Wczesne lata
Urodził się w Lake Charles w stanie Luizjana w rodzinie pochodzenia Cajun (francuskiego i irlandzkiego), jako syn Eugenii „Genie” (z domu LeDoux), pośredniczki w obrocie nieruchomościami, i Paula Flanery, sprzedawcy sprzętu medycznego. Wychowywał się w Houston w Teksasie z siostrami – Shannon i Meghan. Jego rodzice rozwodzili się, gdy miał 16 lat.
Uczęszczał do Awty International School. W 1984 ukończył John Foster Dulles High School w Sugar Land. Następnie, za namową swojej ówczesnej dziewczyny, uczęszczał na zajęcia z dramatu na Uniwersytet Świętego Tomasza i brał udział w przedstawieniach studenckich. Potem przeniósł się do Los Angeles, gdzie po 8 miesiącach poszukiwań dostał agenta.

### Kariera
Najpierw wziął udział w kilku reklamach telewizyjnych, a potem pojawił się w komediodramacie Tygrysia opowieść (A Tiger’s Tale, 1987) z Ann-Margret i C. Thomasem Howellem oraz dwóch telewizyjnych filmach familijnych Disney Mickey Mouse Club: Just Perfect (1990) z Jennie Garth i My Life As A Babysitter (1990) obok Shane’a Meiera. W wieku 26 lat przyjął rolę 16-letniego Indiany Jonesa w serialu Kroniki młodego Indiany Jonesa (The Young Indiana Jones Chronicles, 1992–1996).
W 1992 znalazł się na liście 50 najpiękniejszych ludzi na świecie wg magazynu „People”.
Do głównej roli Jeremy’ego ‘Powdera’ Reeda w dramacie Victora Salvy Zagadka Powdera (Powder, 1995) ogolił głowę i brwi. Potem zagrał w westernie Frank i Jesse (Frank & Jesse, 1994) w roli Zacka Murphy’ego z Robem Lowe i Billem Paxtonem oraz w dramacie Eden (1996) z Joanną Going i Dylanem Walshem.
Napisał autobiografię Sunshine Superman, która pierwotnie została wydana w czasopiśmie Jane.
Posiada czarne pasy w karate oraz brazylijskim jiu-jitsu, otworzył własne centrum szkoleniowe Hollywood Brazilian Jiu-Jitsu, gdzie jest instruktorem.

### Życie prywatne
W 2008 związał się z Lauren Michelle Hill, którą poślubił w 2009. Mają dwójkę dzieci: córkę Lolę i syna Charliego.

## Wybrana filmografia

### Filmy
- 1995: Zagadka Powdera (Powder) jako Jeremy ‘Powder’ Reed
- 1999: Święci z Bostonu (The Boondock Saints) jako Conner MacManus
- 1999: Nieodparty urok (Simply Irresistible) jako Tom Bartlett
- 1999: Body Shots jako Rick Hamilton
- 2002: Granica (Borderline) jako Ed Baikman
- 2002: D-Tox jako Conner
- 2002: Ekspres śmierci (Con Express) jako Alex Brooks
- 2004: 30 dni do sławy (30 Days Until I’m Famous) jako Cole
- 2005: Łowca demonów (Demon Hunter) jako Jake Greyman
- 2006: Mroczna fascynacja (The Insatiable) jako Harry Balbo
- 2009: Święci z Bostonu 2: Dzień Wszystkich Świętych (The Boondock Saints 2: All Saints Day) jako Conner MacManus
- 2010: Grzesznicy i święci (Sinners and Saints) jako Colin
- 2010: Piła 3D (Saw 3D) jako Bobby Dagen
- 2010: Zabójcza gra (Deadly Impact) jako Tom Armstrong
- 2019: American Fighter jako Duke
- 2021: Urodzony mistrz (Born a Champion) jako Mickey
- 2023: Złowrogi (Nefarious) jako Edward Wayne Brady

### Seriale TV
- 1992–1996: Kroniki młodego Indiany Jonesa (The Young Indiana Jones Chronicles) jako młody Indiana Jones (16–21 lat)
- 1999–2000: The Strip jako Elvis Ford
- 2001: Gwiezdne wrota (Stargate SG-1) jako Orlin
- 2001: Dotyk anioła (Touched by an Angel) jako Daniel Lee Corbitt
- 2002: Czarodziejki (Charmed) jako Adam
- 2002–: Martwa strefa (The Dead Zone) jako Greg Stillson
- 2003: Strefa mroku (The Twilight Zone) jako dr Paul Thorson
- 2006: CSI: Kryminalne zagadki Las Vegas jako Big Hombre
- 2007: Wzór (Numb3rs) jako Jeff Upchurch
- 2009: Zabójcze umysły (Criminal Minds) jako Darrin Call
- 2011: Żar młodości (The Young and the Restless) jako Sam Gibson
- 2013: Dexter jako Jacob Elway